# Szaltanovkai csata
A szaltanovkai csata, más néven mogiljovi csata 1812. július 23-án zajlott le a napóleoni háborúk sorába tartozó oroszországi hadjárat idején, a Pjotr Bagratyion vezette orosz és a Louis Nicolas Davout marsall irányította francia sereg között.

## Előzmények
Napóleon császár június 24-én Kaunasnál átkelt a Nyeman folyón, és 28-án bevonult Vilniusba, ahol litvánok tárt karokkal fogadták. Az orosz seregek visszavonultak előle.
Míg Barclay de Tolly 130 000 emberével a Szentpétervár felé vezető utat fedezte a Nyugati-Dvinánál. Bagratyion herceg a 2. orosz hadsereggel a Moszkvába vezető utat őrizte a Dnyeper folyónál. A két folyó közötti vízválasztón a Balti-tengertől a Fekete-tengerig bárhol támadhattak a franciák. Napóleon a Vityebszk és Szmolenszk közötti 80 km széles folyosón kívánta felvonultatni a Grande Armée 640 000 emberét, 60 000 lovát és 1200 ágyúját.
Bagratyiont július 7-én Bobrujszkba rendelték, a Dnyeper hosszú bal partjára, annak megakadályozására, hogy a franciák átkeljenek vagy legalábbis megállítsa őket Szmolenszknél, így megerősítve Barclay de Tolly-t.
A Nagy Hadsereg (Grande Armée) az egyetlen módon tudott csak átkelni a folyón: Szaltanovkánál (Mogiljovnál). Egy gyors vonulással Davout marsall érkezett oda először, aki mindössze 85 kilométerre volt a várostól.

## A csata
Miután megállapította, hogy Davout már Mogiljovban van, Bagratyion úgy döntött, hogy támad, vagy a másik oldalon nyomást gyakorol, hogy ezzel késleltesse a franciákat arra az időre, amíg Barclay de Tolly megérkezik Szmolenszkbe.
Szaltanovka jól tartható természetes terepen feküdt, egy patak mély szurdokában egyetlen úton lehetett megközelíteni, egy fából ácsolt duzzasztógáton és hídon. Keletről a Dnyeper védte, mellette a csapatok számára járhatatlan mocsarakkal. Nyugat felől a francia balszárny előrenyomult Fatovo falu mögött az erdőben. A gátakat és hidakat Davout parancsára áttörték, vagy eltorlaszolták. Július 23-án hajnalban Nyikolaj Rajevszkíj kezdte meg a támadást Pjotr Koljubakin tábornok 12. gyalogos hadosztályából. A támadás elakadt, mert a francia tüzérség érzékeny veszteséget okozott az oroszoknak. A harc a falu épületei közé is átterjedt. Ivan Paszkevics elfoglalta Fatovót, de a franciák váratlan szuronyrohammal kiverték onnan.
Délben megérkezett Davout marsall és átvette a parancsnokságot. Rajevszkij utasította a 26. Paszkevics-divíziót, hogy  kerüljék  meg a francia állásokat a bal oldalon az erdei ösvényeken, és egyszerre támadjanak fő erőkkel. A csata a gátért váltakozó sikerrel folyt, a szmolenszki gyalogezred parancsnoka,  Mihail Nyikolajevics Rilejev ezredes súlyosan megsebesült: egy lövés a lábán érte.
Ekkor Rajevszkíj egy legenda szerint a fiai szeme láttára vezetett bátor támadást. Végül a csatát a franciák úgy nyerték meg, hogy az oroszok túlerőben voltak, és mégis visszavonultak, mert nem tudhatták, mekkora erővel állnak szemben.

## Következmények

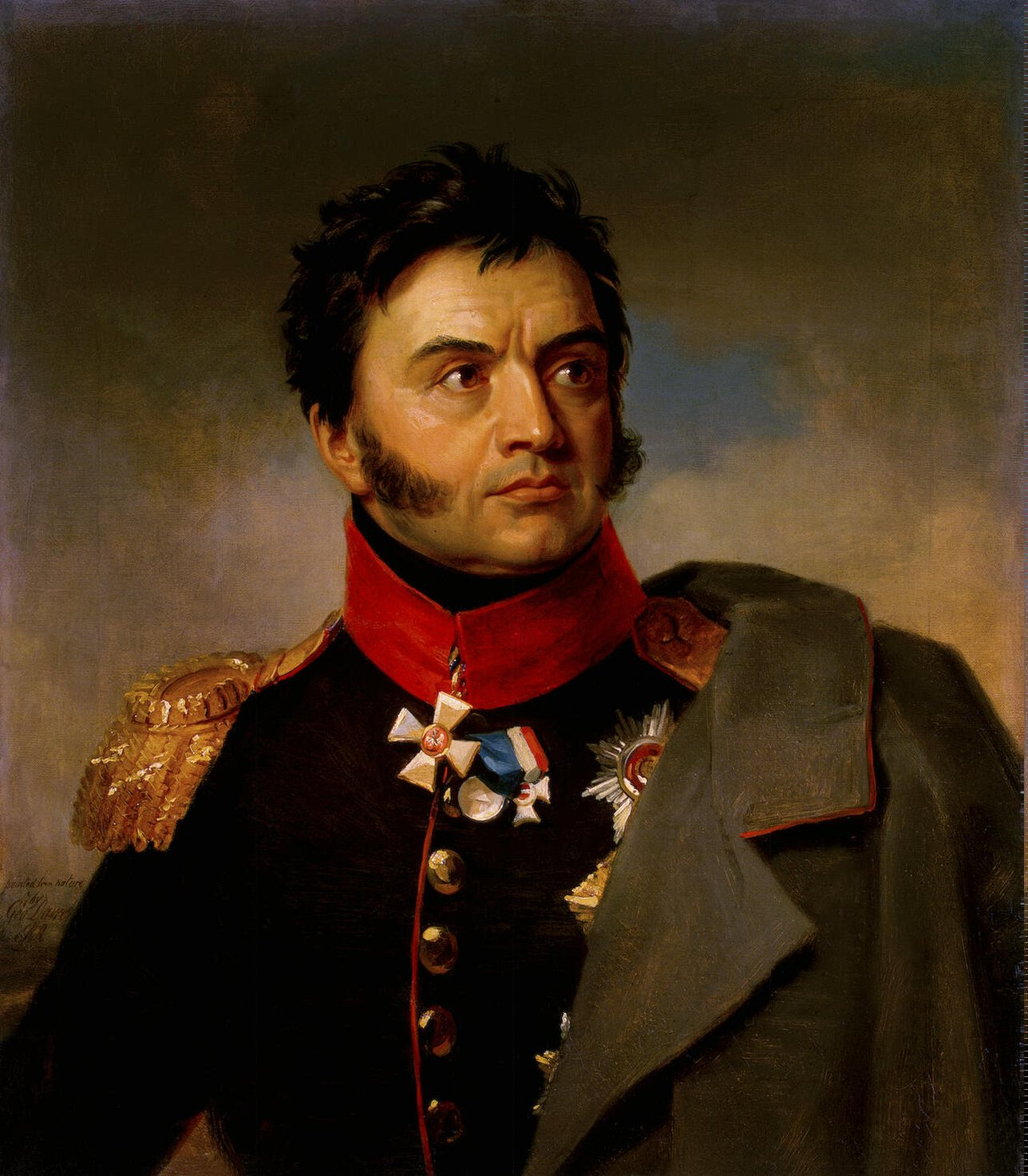
Nyikolaj Nyikolajevics Rajevszkíj a csata orosz hőse

Rajevszkij 7. hadteste Daskovkában maradt július 24-én, közben Platov tábornok kozákjai átkeltek a Dnyeperen és fedezték a visszavonulást. Davout marsall újabb orosz támadást várt, megerősítette a pozícióját és nem mozdult. Fogalma sem volt a visszavonulásról és annak irányáról. Mind a két fél győztesnek hirdette magát, és eltérően ítélte meg saját és az ellenfele veszteségeit. Szmolenszknél került sor nagyobb csatára, aminek a következménye az lett, hogy a halogató addigi orosz főparancsnokot leváltották és Kutuzovot nevezték ki a helyére.

## Fordítás
- Ez a szócikk részben vagy egészben  a   Battle of Saltanovka című angol Wikipédia-szócikk fordításán alapul.  Az eredeti cikk szerkesztőit annak laptörténete sorolja fel. Ez a jelzés csupán a megfogalmazás eredetét és a szerzői jogokat jelzi, nem szolgál a cikkben szereplő információk forrásmegjelöléseként.